# Aphaenogaster texana
Aphaenogaster texana is een mierensoort uit de onderfamilie van de Myrmicinae. De wetenschappelijke naam van de soort werd voor het eerst geldig gepubliceerd in 1915 door William Morton Wheeler.